# Rostyslav Ljach
Rostyslav Mykolajovyč Ljach (in ucraino Ростислав Миколайович Лях?; Mukačevo, 12 ottobre 2000) è un calciatore ucraino, difensore del Ruch L'viv.

## Carriera

### Club
Cresciuto nel settore giovanile del Karpaty, debutta in prima squadra il 19 ottobre 2019, disputando il derby cittadino pareggiato per 0-0 contro il L'viv, valido per la Prem"jer-liha. Al termine della stagione, viene acquistato da un altro club della sua città natale, il Ruch L'viv, che lo gira subito in prestito al Karpaty Halyč, in terza divisione. Tuttavia, il prestito dura poco più di due mesi, facendo rientro alla base nel gennaio 2021.

### Nazionale
Ha giocato nelle nazionali giovanili ucraine Under-19 ed Under-21.

## Statistiche

### Presenze e reti nei club
Statistiche aggiornate al 7 dicembre 2022.
| Stagione          | Squadra           | Campionato        | Campionato | Campionato | Coppe nazionali | Coppe nazionali | Coppe nazionali | Coppe continentali | Coppe continentali | Coppe continentali | Altre coppe | Altre coppe | Altre coppe | Totale | Totale |
| Stagione          | Squadra           | Comp              | Pres       | Reti       | Comp            | Pres            | Reti            | Comp               | Pres               | Reti               | Comp        | Pres        | Reti        | Pres   | Reti   |
| ----------------- | ----------------- | ----------------- | ---------- | ---------- | --------------- | --------------- | --------------- | ------------------ | ------------------ | ------------------ | ----------- | ----------- | ----------- | ------ | ------ |
| 2019-2020         | Karpaty           | PL                | 10+1       | 0          | CU              | 0               | 0               |                    | -                  | -                  |             | -           | -           | 11     | 0      |
| ott.-dic. 2020    | Karpaty Halyč     | 2L                | 6          | 0          | CU              | -               | -               |                    | -                  | -                  |             | -           | -           | 6      | 0      |
| gen.-giu. 2021    | Ruch L'viv        | PL                | 2          | 0          | CU              | -               | -               |                    | -                  | -                  |             | -           | -           | 2      | 0      |
| 2021-2022         | Ruch L'viv        | PL                | 7          | 0          | CU              | 2               | 0               |                    | -                  | -                  |             | -           | -           | 9      | 0      |
| 2022-2023         | Ruch L'viv        | PL                | 13         | 0          |                 | -               | -               |                    | -                  | -                  |             | -           | -           | 13     | 0      |
| Totale Ruch L'viv | Totale Ruch L'viv | Totale Ruch L'viv | 22         | 0          |                 | 2               | 0               |                    | -                  | -                  |             | -           | -           | 24     | 0      |
| Totale carriera   | Totale carriera   | Totale carriera   | 39         | 0          |                 | 2               | 0               |                    | -                  | -                  |             | -           | -           | 41     | 0      |